# Cosmic Vision
Cosmic Vision — третья программа фундаментальных космических исследований Европейского космического агентства (ЕКА) на 2015—2025 годы.

## История программ
Первой программой была Horizon 2000.
В начале 2005 года зонд Гюйгенс Европейского космического агентства совершил спуск сквозь атмосферу одного из спутников Сатурна — Титана и приземлился на поверхность наиболее удаленного от Земли тела из когда-либо посещавшихся научными зондами. Во время спуска и спустя несколько часов после приземления Гюйгенс передал на Землю большое количество научной информации через орбитальный модуль Кассини, разработанный НАСА.
С момента замысла и до непосредственного выполнения миссии прошло более 20 лет, начиная с предложения в 1982 году, потом утверждения проекта в 1988 году, запуска в 1997 и прибытия на Титан в 2005 году. Успех этой миссии был во многом обеспечен благодаря длительным подготовительным мероприятиям и не был бы возможным без долгосрочного плана развития космической науки.
Учёные, инженеры, национальные финансовые институты, космическая промышленность и международные партнеры опираются на существующий долгосрочный план ЕКА для уверенности в успехе проекта, длительностью в два десятилетия. Миссия Гюйгенс не является исключением в длительности разработки космических миссий, которые обычно длятся десятилетия прежде чем предоставить научные данные. План Horizon 2000, который включал миссию Кассини-Гюйгенс был подготовлен в 1984 году. План Horizon 2000 Plus был составлен в 1994—1995 годах. Cosmic Vision — это логическое продолжение цикла планирования ЕКА на следующее десятилетие.

## Научные цели
В 2004 году ЕКА объявило о старте новой стратегии космических исследований на 2015—2025 годы — Cosmic Vision. Стратегия подразумевает разработку космических аппаратов для изучения следующих областей:
- Формирование планет и зарождение жизни. Эта тема рассматривает возникновение жизни не только на Земле, но и на других планетах вне Солнечной системы. Что в свою очередь требует изучения процесса формирования планет, а также обнаружения признаков жизни (биомаркеров).
- Устройство Солнечной системы. Изучение данной темы будет попыткой понять устройство нашей Солнечной системы, начиная с самого Солнца и заканчивая границами его воздействия. Помимо этого будут определены механизмы формирования газовых гигантов и их спутников, а также роль астероидов и малых тел в формировании планет.
- Фундаментальные законы Вселенной. В настоящий момент законы физики не применимы к экстремальным условиям состояния вещества. Также к текущему времени не до конца понятны процессы, происходившие в первые секунды после Большого взрыва. Данная тема призвана помочь в изучении состояния вещества при экстремальных температурах и энергиях, а также в обнаружении гравитационных волн.
- Происхождение и состав Вселенной. Происхождение и раннее развитие Вселенной всё ещё недостаточно изучено. Лишь около 5 % массы Вселенной составляет обычная материя. Остальные 95 % составляют неизвестные тёмная энергия и тёмная материя. Прояснить эти вопросы и призвана миссия данной темы.

Проекты помимо научной цели также разделяются по стоимости на две группы: L-класса и M-класса. Под проект L-класса выделяется около 650 млн евро, под проект М-класса — 300 млн евро. Планируется запустить три проекта М-класса (М1, М2 и М3) в 2017, 2019 и 2022 годах и один проект L-класса (L1)в 2020 году.

## Описание
Этапы программы и их продолжительность представлены в таблице:
| 2007  | 2008   | 2009   | 2010        | 2011        | 2012        | 2013      | 2014      | 2015      | 2016      | 2017      | 2018      | 2019   | 2020   |        |        |        |        |
| Выбор | Оценка | Оценка | Определение | Определение | Определение | Внедрение | Внедрение | Внедрение | Внедрение | Внедрение | Внедрение | Работа | Работа | Работа | Работа | Работа | Работа |

Учёным сообществом было прислано более 50 идей относительно будущих миссий, из которых 17-18 октября 2007 года в Париже были отобраны для дальнейшего изучения следующие:

### Миссия L-класса
Кандидаты L-класса:
- LAPLACE/EJSM — исследование системы Юпитера. На основании проведенных ранее исследований считается, что один из спутников Юпитера — Европа имеет океан под поверхностным слоем льда. Данная миссия должна дать ответ на вопрос о наличии жизни в океане под слоем льда, а также собрать исчерпывающую информацию о Юпитере и его спутниках. Если миссия будет выбрана для реализации, то она будет осуществляться в сотрудничестве с НАСА и JAXA.
- TandEM/TSSM — исследование системы Сатурна. Данная миссия предполагает изучение двух спутников Сатурна: Титана и Энцелада. Опираясь на данные, полученные миссией Кассини, TandEM будет изучать происхождение, состав, развитие, а также астробиологический потенциал Титана и Энцелада. Миссия будет включать две составляющие: космический аппарат, находящейся на орбите и спускаемые зонды. Если миссия будет выбрана для реализации, то она будет осуществляться в сотрудничестве с НАСА.
- XEUS — рентгеновский телескоп следующего поколения для изучения фундаментальных законов Вселенной, а также её происхождения. XEUS будет отслеживать орбиты, близкие к горизонту событий чёрных дыр, использовать спектроскопию для описания истечения вещества из галактических ядер во время их пиковой активности, искать сверхмассивные чёрные дыры, картографировать массивные движения и турбулентность в скоплениях галактик и наблюдать процесс обратной связи, при которой чёрные дыры выделяют энергию в галактических и межгалактических масштабах.

Многие международные партнеры высказали заинтересованность в совместной разработке рентгеновского телескопа и в 2008 году ЕКА совместно с НАСА и JAXA создали координационную группу для создания совместного рентгеновского телескопа International X-ray Observatory (IXO).
В феврале 2009 года на совместном заседании НАСА и ЕКА было принято решение о поддержке проекта LAPLACE, однако научные цели миссии TSSM также заслуживают внимания, поэтому обе миссии будут в дальнейшем прорабатываться несмотря на то, что LAPLACE имеет приоритет.
Также в программу был добавлен проект LISA для поиска гравитационных волн.
На 21 декабря 2010 года кандидатами на L1-миссию являются три проекта:
- LISA,
- XEUS/IXO
- LAPLACE/EJSM

В связи с выпуском US National Research Council в феврале 2011 года обзора на следующее десятилетие, в котором миссии L1 не являются приоритетными, ESA отложило выбор окончательной миссии до февраля 2012 года.
В мае 2012 года Европейское космическое агентство выбрало в качестве миссии L-класса JUICE (англ. Jupiter Icy moons Explorer). Запуск будет осуществлён в 2022 году с прибытием в систему Юпитера в 2030 г.

### Миссия M-класса
Первоначальные кандидаты М1 и М2:
- Cross-scale — миссия для детального изучения околоземного пространства. Проект предусматривает строительство 12 исследовательских станций, осуществляющих измерение плазмы (ионизированного газа), окружающую Землю. Предполагалось осуществление миссии в сотрудничестве с JAXA.
- Marco Polo[англ.] — миссия по доставке образца грунта астероида на Землю. Цель миссии — изучение происхождения и эволюции Солнечной системы, роли малых тел в происхождении и развитии Земли и жизни на ней. Космический аппарат миссии будет включать спускаемый модуль, устройства сбора образцов грунта, а также средство доставки образцов на Землю. Предполагалось осуществление миссии в сотрудничестве с JAXA.
- Euclid (объединение двух миссий Dune и SPACE) — исследование тёмной энергии и тёмной материи.
- PLATO — миссия по поиску экзоппланет, используя транзитный метод. PLATO будет способен обнаружить твердые экзопланеты и иметь чувствительность лучше, чем у его предшественников.
- SPICA — инфракрасный телескоп следующего поколения, работающий в среднем и длинном инфракрасном диапазоне. Основными целями являются: изучение формирования планет, особенностей Солнечной системы и происхождения Вселенной.

В феврале 2010 года был сделан промежуточный выбор в миссии М-класса в пользу Euclid, Solar Orbiter и PLATO.
Примечание: В ноябре 2008 года проект Solar Orbiter был добавлен в программу Cosmic Vision как кандидат в миссию M-класса.
4 октября 2011 года Европейское космическое агентство сделало выбор среди миссий М1 и М2 в пользу Solar Orbiter (запуск в 2017 г) и Euclid (запуск в 2019 г).
В июле 2010 года ЕКА объявило о приёме предложений для третьей миссии М-класса — М3, а 25 февраля 2011 года объявило о выборе 4 кандидатов:
- EChO (Exoplanet Characterisation Observatory) — изучение атмосферы экзопланет;
- LOFT (Large Observatory For X-ray Timing) — изучение нейтронных звёзд и чёрных дыр путём измерения изменений их рентгеновского излучения;
- MarcoPolo-R — миссия по возвращению образца грунта с ближайших к Земле астероидов;
- STE-QUEST (Space-Time Explorer and Quantum Equivalence Principle Space Test) — проверка с высокой точностью теории относительности Эйнштейна и поиск новых фундаментальных составляющих и взаимодействий во Вселенной.

### Миссия S-класса
Миссия S-класса подразумевает реализацию проекта не превышающего 50 млн евро. Запрос предложений был объявлен в марте 2012 года. и в итоге поступило около 70 предложений. Запуск миссии планируется в 2017 году.
19 октября 2012 победителем был объявлен проект орбитального телескопа «Хеопс» (Cheops — CHaracterising ExOPlanets Satellite) предназначенного для поиска и изучения экзопланет. Миссия была выбрана из 26 оставшихся проектов.

## Запуск
Планируемая дата запуска спутников М-класса — 2017, 2019 и 2022 годы, L-класса — 2020 год.